# La febre d'or (pel·lícula)
La febre d'or és una pel·lícula catalana de 1993, basada en la novel·la homònima de Narcís Oller i dirigida per Gonzalo Herralde.
El director utilitza la novel·la d'Oller (1846-30) per compondre un fresc crític sobre la burgesia catalana de final del segle xix. La cinta ha estat un dels projectes més ambiciosos de la història del cinema català. Coproduïda per TVE i TVC, nasqué com a minisèrie televisiva de tres llargs, "La pujada", "L'èxit" i "L'estimbada", amb una durada de 321 minuts.
Es feren dues versions per al cinema: la completa i una de resumida de 155 minuts, tot plegat amb un pressupost d'uns quatre-cents milions de pessetes, un repartiment de 70 actors i un rodatge de 5 mesos. Es presentà en una sessió espectacle el 1993 al Gran Teatre del Liceu, que durà més de set hores.

## Argument
En l'escenari de la Barcelona del 1880, que viu en plena expansió industrial i econòmica fruit d'una especulació borsària, es deservolupa una història familiar plena d'intrigues i ambicions. El cap de família, Gil Foix, arrossegat per "la febre d'or", arribarà al cim de l'èxit i després caurà en la ruïna, la misèria i la bogeria.

### Interpretació
- Fernando Guillén (Gil Foix)
- Rosa Maria Sardà (Catalina Foix)
- Àlex Casanovas (Eladi Baleñà)
- Enric Arredondo (Jordi Baleñà)
- Ann Gisel Glass (Blanche)
- Charo López (Mimí)
- Julieta Serrano (Paula Baleñà)
- Álvaro de Luna (Bernat Foix)
- Nacho Martínez (el baró d'Esmaldrich)
- Sergi Mateu (Francesc Tió)
- Francesc Casares (Rodon)
- Jordi Bosch (Ramon Pi)
- Gemma Brió (Delfina)
- Fermí Reixach (Gaspar)
- Sílvia Tortosa (sra. Solervall)
- Carme Sansa (Montserrat Rodon)

## Premis
- Cinematografia de la Generalitat 1992 (millor llarg, millors actor, E.Arredondo, actriu, M.R.Sardà, i actriu secundària, M. Lòpez; millor repartiment, C. Tura).
- Cinematografia de la Generalitat 1993 (millor distribució PT Films).